# Рабунь
Рабунь (біл. вёска Рабунь) — село в складі Вілейського району Мінської області, Білорусь. Село є адміністративним центром Рабунської сільської ради, розташоване в північній частині області.

## Історія
З 1793 після другого розділу Речі Посполитої Рабунь, як і вся Вілейщина, входила до складу Російської імперії, був утворений Вілейський повіт у складі спочатку Мінської губернії, а з 1843 - Віленської губернії.
У 1921–1945 роках маєток знаходилось у Польщі, у Вільнюськім воєводстві, Вілейського повіту, у гміні Костеневичі.

## Населення
- 1866 рік — 482 людини, 50 будинків[1]
- 1931 рік — 759 людини, 173 будинків[2].